# Valene Kane
Valene Kane es una actriz irlandesa conocida por haber interpretado a Lisa Merchant en la serie Thirteen y a Rose Stagg en la serie The Fall.

## Biografía
Es hija de Valentine "Val" y Geralidine Kane, tiene tres hermanos Toni (banquera), Liz (maestra de primaria) y John Kane (psicólogo del deporte).
Fue miembro del "National Youth Theatre".
Se entrenó en el "Central School of Speech and Drama".
Valene sale con el actor Ed Cooper Clarke, en el 2014 revelaron que se había comprometido.

## Carrera
El 2013 se unió al elenco de la serie The Fall donde dio vida a Rose Stagg, la exnovia del asesino en serie Paul Spector (Jamie Dornan).
En el 2014 obtuvo un pequeño papel en la película '71 donde dio vida a Orla, un miembro de la multitud del motín de las peligrosas calles de Belfast durante 1971.
En el 2016 interpretó a Brennan, la abogada de Frankie Alder, un hombre acusado del asesinado del médico Rafe Carey	(Frank Gilhooley), durante el primer episodio de la primera temporada de la miniserie Murder.
Ese mismo año se unió al elenco de la miniserie Thirteen donde interpretó a la detective sargento Lisa Merchant, una de las detectives encargadas de atrapar al secuestrador de Ivy Moxam, hasta el final de la miniserie en el 2016 tras finalizar su primera temporada.
Ese mismo año apareció como personaje secundario en la popular película Rogue One: una historia de Star Wars donde interpretó a Lyra Erso, la madre de Jyn Erso (Felicity Jones).

## Filmografía[3]

### Series de televisión
| Año         | Serie    | Personaje          | Notas                                  |
| ----------- | -------- | ------------------ | -------------------------------------- |
| 2013 - 2016 | The Fall | Rose Stagg         | 11 episodios                           |
| 2016        | Thirteen | D.S. Lisa Merchant | 5 episodios - miniserie                |
| 2016        | Murder   | Brennan            | episodio "The Third Voice" - miniserie |
| 2013        | Casualty | Holly Baddesley    | episodio "The Milk of Human Kindness"  |

### Películas
| Año  | Título                               | Personaje | Notas |
| ---- | ------------------------------------ | --------- | --- |
| 2016 | Rogue One: una historia de Star Wars | Lyra Erso | junto a Felicity Jones, Diego Luna, Ben Mendelsohn, Donnie Yen, Riz Ahmed, Mads Mikkelsen y Forest Whitaker |
| 2014 | '71                                  | Orla      | junto a Jack O'Connell, Jack Lowden, Sam Reid, Paul Popplewell, Sean Harris, Paul Anderson, Adam Nagaitis   |

### Teatro
| Año  | Obra                   | Personaje           | Director (a)            | Teatro                 | Notas                                              |
| ---- | ---------------------- | ------------------- | ----------------------- | ---------------------- | -------------------------------------------------- |
| 2013 | Miss Julie             | Miss Julie          | Paul Stacey             | -                      | junto a Jamie Champion y Kate Gilbert              |
| 2012 | Autumn Fire            | Nance Desmond       | -                       | The Finborough Theatre | junto a Luke Hayden y Aoife McMahon                |
| 2007 | 20 Cigarettes          | Caroline            | Toby Frow               | Soho Theatre / NYT     | junto a Helen Beaumont, Simon Brown y James Cooper |
| -    | The Tunnel/Redfest     | Cecile              | Timothy Trimmingham Lee | Old Red Lion Theatre   | -                                                  |
| -    | The Black Diamond      | Cecile              | Hector Harkness         | -                      | -                                                  |
| -    | The Night Chauffer     | Brigette            | Felix Barrett           | -                      | -                                                  |
| -    | The Lonesome West      | Girleen             | Gari Jones              | Mercury Theatre        | -                                                  |
| -    | The Rivals             | Lady Lydia Languish | Leon Trayman            | -                      | -                                                  |
| -    | The Rimers of Eldritch | Mavis               | Angie Langfield         | -                      | -                                                  |
| -    | Caucasian Chalk Circle | Ludovica            | James Robert Carson     | -                      | -                                                  |
| -    | Dis-Orientations       | Yue-Ju              | Michael Walling         | Mercury Theatre        | -                                                  |
| -    | King Lear              | Cordelia            | Peter McAllister        | -                      | -                                                  |